# Đau vú
Đau vú là triệu chứng khó chịu ở vú. Đau liên quan đến cả hai vú và xảy ra lặp đi lặp lại trước kỳ kinh nguyệt thường không nghiêm trọng. Đau chỉ liên quan đến một phần của vú có liên quan nhiều hơn. Nó đặc biệt liên quan nếu có một khối cứng trong vú hoặc chảy dịch núm vú.
Nguyên nhân có thể liên quan đến chu kỳ kinh nguyệt, thuốc tránh thai, liệu pháp hormone hoặc thuốc tâm thần. Đau cũng có thể xảy ra ở những người có ngực lớn, trong thời kỳ mãn kinh và trong thời kỳ đầu mang thai. Trong khoảng 2% trường hợp đau vú có liên quan đến ung thư vú. Chẩn đoán bao gồm kiểm tra, với hình ảnh y tế nếu chỉ là một phần cụ thể của đau vú.
Ở hơn 75% số người, cơn đau tự hết mà không cần điều trị cụ thể. Mặt khác, phương pháp điều trị có thể bao gồm paracetamol hoặc NSAID. Một áo ngực vừa vặn cũng có thể giúp ích. Ở những người bị đau nặng tamoxifen hoặc danazol có thể được sử dụng. Khoảng 70% phụ nữ bị đau vú tại một số thời điểm trong đời. Đau vú là một trong những triệu chứng phổ biến nhất ở vú, cùng với khối u ở vú và chảy dịch núm vú.

## Nguyên nhân
Đau vú theo chu kỳ thường liên quan đến thay đổi u xơ vú hoặc ống dẫn sữa và được cho là do thay đổi phản ứng prolactin với thyrotropin. Một số mức độ đau vú theo chu kỳ là bình thường trong chu kỳ kinh nguyệt, và thường liên quan đến kinh nguyệt và/hoặc hội chứng tiền kinh nguyệt (PMS).